# Síle de Valera
Síle de Valera (ur. 17 grudnia 1954 w Dublinie) – irlandzka polityk, działaczka Fianna Fáil, parlamentarzystka krajowa i europejska, w latach 1997–2002 minister.

## Życiorys
Pochodzi z rodziny o długoletnich politycznych tradycjach, jest wnuczką Éamona de Valery, prezydenta Irlandii w latach 1959–1973. Absolwentka historii, politologii i filozofii na University College Dublin, na którym studiowała się w latach 1973–1976. Kształciła się również na studiach nauczycielskich, po czym pracowała w tym zawodzie.
Zaangażowała się w działalność polityczną w ramach Fianna Fáil, ugrupowaniem założonym przez jej dziadka. W 1977 po raz pierwszy wybrana do Dáil Éireann, mandat utraciła jednak w 1981. W latach 1979–1984 była posłanką do Parlamentu Europejskiego I kadencji, zasiadając w Grupie Europejskich Postępowych Demokratów. W wyniku wyborów z 1987 powróciła do niższej izby krajowego parlamentu, kandydując z hrabstwa Clare. Z powodzeniem ubiegała się o reelekcję w kolejnych wyborach w 1989, 1992, 1997 i 2002.
Od czerwca 1997 do czerwca 2002 była ministrem sztuki, dziedzictwa i spraw Gaeltachtu w rządzie Bertiego Aherna. Następnie objęła stanowisko ministra stanu w departamencie edukacji i nauki (nie wchodząc w skład gabinetu). Zrezygnowała z niego w grudniu 2006, a w następnym roku nie wystartowała w wyborach parlamentarnych. Zajęła się następnie działalnością akademicką, wykładając m.in. na UCD.